# 루이스 에르난데스 (1968년생 축구인)
루이스 아르투로 "엘 마타도르" 에르난데스 카레온(Luis Arturo "El Matador" Hernández Carreón, 1968년 12월 22일 ~ )는 멕시코의 은퇴한 축구 선수로, 멕시코 축구 국가대표팀 4번째 최다 득점자이며, 멕시코 선수중에서 FIFA 월드컵 최다 득점 기록을 가지고 있다. 1998년 FIFA 월드컵에서는 대한민국 축구 국가대표팀을 상대로 후반전에 역전골과 추가골을 넣으며 3:1의 완패를 안기기도 하였다.